# Jean-François Gourdon
Pour les articles homonymes, voir Gourdon.
Pas d'image ? Cliquez ici

a Compétitions nationales et continentales officielles uniquement.

b Matchs officiels uniquement.
Jean-François Gourdon, né le 28 septembre 1954 à Paris (France), est un joueur international français de rugby à XV évoluant au poste d'ailier.

## Biographie
Formé au Paris UC où il évolue jusqu'en 1973, Il occupe le poste de trois-quarts aile droit au Racing Club de France de 1973 à 1976, puis au Stade bagnérais, ainsi qu'en sélection nationale de 1974 à 1980, année au cours de laquelle il décide de mettre un terme à sa carrière internationale pour mieux se consacrer à ses activités professionnelles. Il a terminé sa carrière au poste de troisième ligne aile en 1988.
Jean-François Gourdon connaît sa première sélection (à 19 ans) le 16 mars 1974 contre l'Écosse.
Il est désigné en 1974, 1975, 1976, 1979 et 1980 « meilleur ailier » de l'hexagone par l'hebdomadaire de rugby Midi olympique et est considéré pendant ces années comme un des meilleurs trois quart aile du monde. Il préfigurait les ailiers modernes, capable de s'intercaler à tous les niveaux de la ligne d'attaque.
Sa carrière a connu un coup d'arrêt en 1977 et 1978 quand la Fédération lui infligea une licence rouge pour avoir muté du Racing Club de France au Stade bagnérais. Cette décision l'empêcha d'être sélectionné en équipe de France et de jouer en équipe première pendant cette période.
Il dispute ensuite avec le Stade bagnérais deux finales de Championnat de France en 1979 et 1981, aux côtés de Jean-Michel Aguirre et de son capitaine Roland Bertranne. 
Il marque au total plus de cent essais dans le Championnat de France au cours de sa carrière.
Jean-Francois Gourdon a reçu la médaille d'or de l'Académie des Sports.
Après une carrière de consultant en risk management et courtier d'assurances, il administre désormais une école supérieure d'art mural et décoratif.

## Statistiques en équipe nationale
- 22 sélections en équipe de France.
- 12 essais (48 points).
- Sélections par année : 6 en 1974, 5 en 1975, 4 en 1976, 2 en 1978, 4 en 1979, 1 en 1980.
- Tournois des Cinq Nations disputés 1974, 1975, 1976, 1978, 1979, 1980.
- Il participe à toutes les éditions du Tournoi des Cinq Nations durant sept années, sauf à celle de 1977 l'année du Grand Chelem auquel il ne put participer du fait d'une licence rouge infligée par la FFR qui lui interdit les terrains pendant deux ans.
- Tournées disputées : 1974, 1976.
- International France A' (1 sélection en 1979 contre le Canada), B en 1973 (2 sélections), juniors en 1971, 1972 et 1973 (12 sélections, un record).

## Palmarès
- Finaliste de la Coupe Frantz-Reichel en 1973 avec le Paris UC.
- Finaliste du Championnat de France en 1979 et 1981 avec le Stade bagnérais.